# دانيال مارتين فرنانديز
دانيال مارتين فرنانديز (بالإسبانية: Daniel Martín Fernández) (8 يوليو 1998 بخيخون في إسبانيا - ) هو لاعب كرة قدم إسباني في مركز حراسة المرمى. لعب مع ريال سبورتينغ خيخون.

## وصلات خارجية
- دانيال مارتين فرنانديز على موقع الاتحاد الأوربي (الإنجليزية)
- دانيال مارتين فرنانديز على موقع إي إس بي إن إف سي (الإنجليزية)
- دانيال مارتين فرنانديز على موقع قاعدة بيانات كرة القدم.إي يو (الإنجليزية)
- دانيال مارتين فرنانديز على موقع Soccerway.com (الإنجليزية)
- دانيال مارتين فرنانديز على موقع عالم كرة القدم.نت (الإنجليزية)
- دانيال مارتين فرنانديز على موقع AS.com (الإسبانية)